# A Man’s a Man for A’ That

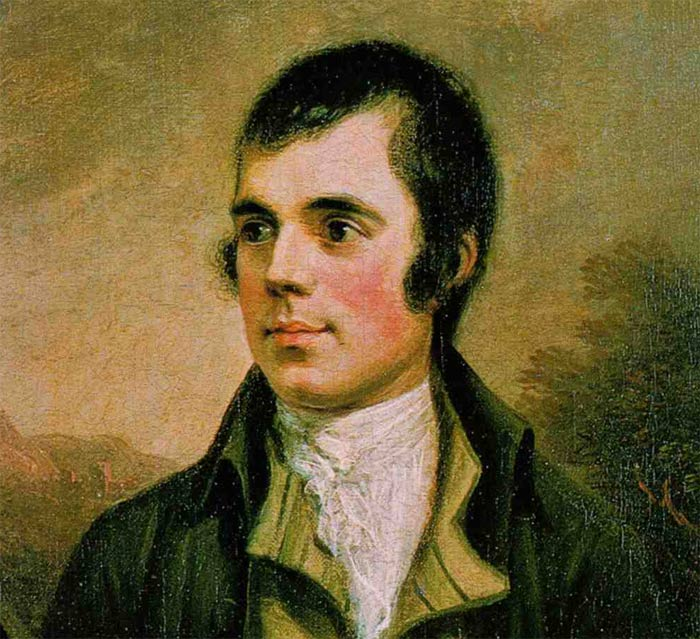
Porträt Robert Burns’

Is There for Honest Poverty, auch unter dem weiter verbreiteten Titel A Man’s a Man for A’ That bekannt, ist ein 1795 entstandenes schottisches Lied von Robert Burns. Der darin ausgedrückte Wunsch nach Gleichheit und Gerechtigkeit ließ es zu einer Hymne für  sozialistische und sozialdemokratische Bewegungen wie der Bestrebungen nach Unabhängigkeit Schottlands und der weltweiten Bewegung zur Abschaffung der Sklaverei werden. Im deutschsprachigen Raum wurde die Übertragung Ferdinand Freiligraths als Trotz alledem zu einem Klassiker.

## Geschichte
Der Text von Burns ist von Thomas Paines Schrift The Rights of Man (1791/92) beeinflusst, der wegen der Schrift ins republikanische Frankreich fliehen musste. Die unterlegte Melodie Lady McIntosh’s Reel war bereits zuvor für jakobitische Texte verwendet worden.
Burns’ For-a’-that-Dichtungen griffen einen damals bekannten Liedtyp auf, dessen Spuren sich bis zur Mitte des 18. Jahrhunderts zurückverfolgen lassen. Aufgrund der politischen Brisanz hat Burns’ Verleger George Thomson insgesamt zehn Jahre bis nach Burns’ Tod gewartet, bevor er es 1805 wagte, das Lied in der Select Collection of Original Scottish Airs zu veröffentlichen.
Sheena Wellington sang das Lied 1999 bei der Eröffnung des schottischen Regionalparlaments. Ebenso wurde das Lied bei der Beerdigung von Donald Dewar, dem ersten First Minister of Scotland aufgeführt. Das Zitat pride o’ worth ist Wappenspruch der Scottish Qualifications Authority, der schottischen Bildungsbehörde. Bekannte Interpretationen in Schottland sind unter anderem bei den Old Blind Dogs und den Mudmen erschienen.

## Wirkung in den USA
Die Dichtung Burns’ hatte unter anderem Einfluss auf Persönlichkeiten der Politik der Vereinigten Staaten von Amerika. Matthew Mark Trumbull, ein englischer Emigrant und General der Nordstaaten im Bürgerkrieg bezeichnete A Man’s a Man for A’ That als lyrische Fassung der Unabhängigkeitserklärung der Vereinigten Staaten und eine Inspiration Thomas Jeffersons. Es gibt ebenfalls Hinweise auf einen Einfluss auf Abraham Lincoln, der 1859 bereits vor dem aufkommenden Sezessionskrieg und den Konflikten um die Sklaverei an Veranstaltungen zu Burns’ 100. Geburtstag teilnahm.
In den USA wie Großbritannien gilt das Lied mit als Appell gegen die Sklaverei und für deren Abschaffung. Henry Ward Beecher nahm das Lied bei einer hochrangig besuchten Veranstaltung zu Ehren Burns’ 1859 in New York zum Anlass, Burns zum Vorreiter der Abolition zu erklären.

## Deutscher Sprachraum
Deutsche Übersetzungen sind unter anderem das deutsche Trotz alledem und alledem von Ferdinand Freiligrath. Freiligrath schrieb zwei Übersetzungen des Lieds, 1843 und nach der gescheiterten Revolution von 1848 eine weitere. Die erste Übertragung greift mit dem Textanfang „Ob Armuth euer Loos auch sei“ direkt die englische Strophe auf und wurde sehr bekannt. Die Melodie von Burns wurde nicht verwendet, stattdessen eine Melodie Heinrich Jädes und später die des Trinkliedes Als Noah aus dem Kasten war.
Aufgrund der Kölner Zensur konnte Freiligrath die Übersetzung erst in seinem Buch Ein Glaubensbekenntniß (1844) veröffentlichen. Fünf Jahre nach der Nachdichtung Trotz alledem griff Freiligrath das Gedicht im Zuge der Ereignisse von 1848 wieder auf.
Das war ’ne heiße Märzenzeit,

Trotz Regen, Schnee und alledem
Am 6. Juni 1848 wurde der Text in der von Karl Marx herausgegebenen Neuen Rheinischen Zeitung (Köln) veröffentlicht. Die zweite Version wurde erst im 20. Jahrhundert in Deutschland populär, unter anderem durch Liedermacher wie Hannes Wader und nahm aber die von Burns verwendete Melodie auf.

## Text
Is there, for honest poverty,

That hangs his head, and a’ that?

The coward slave, we pass him by,

We dare be poor for a’ that!

For a’ that, and a’ that,

Our toils obscure and a’ that,

The rank is but the guinea’s stamp,

The man’s the gowd for a’ that.

What though on hamely fare we dine,

Wear hoddin grey, and a’ that;

Gie fools their silks, and knaves their wine,

A man’s a man for a’ that.

For a’ that, and a’ that,

Their tinsel shew, and a’ that,

The honest man, tho’ e’er sae poor,

Is king o’ men for a’ that.

Ye see yon birkie, ca’d a lord,

Wha struts and stares and a’ that;

Tho’ hundreds worship at his word,

He’s but a coof for a’ that.

For a’ that, and a’ that,

His ribband, star, and a’ that,

The man o’ independent mind,

He looks and laughs at a’ that.

A prince can make a belted knight,

A marquis, duke, and a’ that;

But an honest man’s aboon his might,

Gude faith, he maunna fa’ that!

For a’ that, and a’ that,

Their dignities and a’ that,

The pith o’ sense, and pride o’ worth,

Are higher rank than a’ that.

Then let us pray that come it may,

As come it will, for a’ that,

That sense and worth, o’er a’ the earth,

May bear the gree, and a’ that!

For a’ that, and a’ that,

It’s coming yet for a’ that,

That man to man, the warld o’er,

Shall brothers be for a’ that.